# Patrick Abada
Patrick Abada (Francia, 20 de marzo de 1954) es un atleta francés retirado. Su especialidad era la prueba de salto con pértiga, en la que consiguió ser medallista de bronce europeo en pista cubierta en 1983.

## Carrera deportiva
En el Campeonato Europeo de Atletismo en Pista Cubierta de 1983 ganó la medalla de bronce en el salto con pértiga, con un salto por encima de 5.55 metros, tras los soviéticos Vladimir Polyakov y Aleksandrs Obižajevs, ambos con 5.60 metros.